# 东北杏
东北杏（学名：Prunus mandshurica），又称辽杏，是蔷薇科李属的植物。分布于远东地区、朝鲜以及中国大陆的辽宁、吉林等地，生长于海拔400米至1,000米的地区，多生在开阔的向阳山坡灌木林及杂木林下，目前尚未由人工引种栽培。

## 别名
辽杏（中国树木分类学）

## 异名
- Armeniaca mandshurica (Maxim.) Skv. var. glabra (Nakai) Yu et L. T. Lu
- Prunus mandshurica (Maxim.) Koehne

## 外部連結
- 苦杏仁 kuxingren（页面存档备份，存于） 中藥材圖像數據庫 (香港浸會大學中醫藥學院)